# 美通金融
美通金融（Ameriprise Financial, Inc.）是一家多元化金融服務公司和銀行控股公司，总部位于美国明尼蘇達州明尼阿波利斯，注册在特拉华州。它提供财务规划产品和服务，包括财富管理、资产管理、保險、年金和遗产规划。

## 历史
截至2022年4月，该公司80%以上的收入来自财富管理。
美通金融的前身是美國運通的财务顾问部门，于2005年9月分拆成为独立公司。
该公司在财富500强中排名第245位。它位列美国最大银行列表之中。它也是按管理资产量计算的第9大独立经纪自营商。它是美国最大的财务规划公司之一，也是全球25家最大的资产管理公司之一。它在美国的长期共同基金资产中排名第8位，在英国的零售基金中排名第4位，在全球资产管理量中排名第27位。